# Barichneumon amabilis
Barichneumon amabilis är en stekelart som beskrevs av Heinrich Habermehl 1917.
Barichneumon amabilis ingår i släktet Barichneumon och familjen brokparasitsteklar. Inga underarter finns listade.